# Nickelodeon France
Nickelodeon France ist die Tochter des Kinderkanals Nickelodeon in Frankreich. Der Sender wird auch in mehreren französischsprachigen Ländern ausgestrahlt.

## Geschichte
Die französische Version von Nickelodeon wurde 2005 angekündigt und am 16. November 2005 gestartet, nachdem sie von der kostenlosen französischen TNT abgelehnt worden war. Die CSA zog es vor, Gulli mit mehr französischem Inhalt auszuwählen. Der Kanal profitiert von Marketing- und Vertriebsunterstützung durch den Verkauf von Derivaten.
Am 26. Januar 2010 aktualisierte Nickelodeon sein Aussehen und Logo, indem es den Fleck entfernte, und kündigte dann die Schaffung eines neuen Schwester-Bildungskanals für Kinder namens Nickelodeon Junior an.
Am 20. September 2011 wurde der Kanal in das 16:9-Format geändert.
Am 19. November 2014 wurde Nickelodeon 4Teen auf den Markt gebracht, dessen Programm sich auf Serien für Teenager konzentriert.
Am 22. September 2015 wurde Nickelodeon HD eingeführt.
Im März 2016 wurde Nickelodeon +1 eingeführt und ersetzte das Timeshift-Feed MTV +1.
Am 26. August 2017 wurde Nickelodeon 4Teen in Nickelodeon Teen umbenannt.